# متیو لومسدن
مَتیو لومسدِن یا متئو لامزدِن (به انگلیسی: Matthew Lumsden)، زیسته (۱۷۷۷ تا ۱۸۳۵) خاورشناس اسکاتلندی و دانش‌آموخته در کینگ کالج، آبردین، اسکاتلند بود. او صاحب‌کرسی استادی زبان‌های فارسی و عربی در کالج فورت ویلیام هند بوده‌است. لومسدن نخستین شخصیت تاریخ است که با استفاده از ماشین چاپ به کمک حروف سربی، اقدام به چاپ متن شاهنامه در ۱۸۱۱ میلادی کرد. پیش از این تاریخ، تمام شاهنامه های موجود در جهان، دستنویس بودند. او اینکار را از طریق مقابله ۲۴ نسخه دستنویس شاهنامه با یکدیگر انجام داد و در شهر کلکته هند، آن را منتشر کرد.

## تاریخچه زندگی
متیو پنجمین پسر جان لومسدن اهل کُشنی ابردین‌شیر در اسکاتلند بود. پس از پایان تحصیل در کینگ کالج؛ کالج آبردین قدیم، به عنوان استاد دستیار زبان‌های فارسی و عربی در  دانشگاه فورت ویلیام به هند رفت، و در سال ۱۸۰۸ در آنجا به مقام استادی رسید. در سال ۱۸۱۲ او به مدیریت «مدرسهٔ کلکته» (دانشگاه عالیا یا مجتمع‌العالیهٔ کنونی)، و نیز به عهده‌داری و سرپرستی عالی ترجمهٔ از انگلیسی به فارسی (کمپانی هند شرقی) که در آن زمان در حال گسترش بود منصوب شد. از ۱۸۱۴ تا ۱۸۱۷ او مسئول مطبوعاتی آن شرکت در کلکته بود، و در سال ۱۸۱۸ خود مدیر کل کمیتهٔ مکاتباتی آن شرکت شد.
در پی یک بیماری، لومسدن هند را در مارس ۱۸۲۰ به عنوان مرخصی ترک کرد، و با پسر عموی خود، ناوبان توماس لومسدن، از طریق ایران، گرجستان و روسیه به انگلستان سفر کرد. ماجرای این سفر سال ۱۸۲۲ توسط ناوبان لومسدن منتشر شده‌است. متیو لومسدن در ۱۸۲۲ به هند بازگشت.
لومسدن در ۳۱ مارس ۱۸۳۵ در توتیدینگ کامون، در محله ساری در غرب لندن درگذشت.

## گاه شمار زندگی
۱۷۷۴ میلادی: لامزدن در اسکاتلند به دنیا آمد.
۱۷۹۴ میلادی: لامزدن به عنوان کارمند در کمپانی هند شرقی در کمیته چاپ و نشر، استخدام شد.
۱۸۰۳ میلادی: به فرمان فرماندار ایالت بنگال، لامزدن به عنوان دستیارِ پروفسور بِیلی در دانشگاه فورت ویلیام هند منصوب شد. کاپیتان بِیلی، یک نظامی و عضو ارتش انگلیس بود که در دانشگاه فورت ویلیام، زبان های فارسی و عربی را آموزش می داد.
۱۸۰۵ میلادی: لامزدن، کتاب دستور (گرامر) زبان فارسی را به زبان انگلیسی منتشر کرد که نخستین تحقیق در این زمینه به شمار می آید.
۱۸۰۸ میلادی: کاپیتان بِیلی، از دانشگاه فورت ویلیام بازنشسته شد و متئو لامزدن، به عنوان جانشین او منصوب شد و صاحب کرسی استادی زبان های فارسی و عربی در این دانشگاه شد.
۱۸۱۰ میلادی: لامزدن، ویرایش دوم از کتاب دستور زبان فارسی را به زبان انگلیسی منتشر کرد.
۱۸۱۱ میلادی: لامزدن، دفتر یکم از شاهنامه فردوسی را به تصحیح خودش منتشر کرد. لامزدن گفته بود که تصحیح شاهنامه را در هشت دفتر منتشر خواهد کرد که بعد از انتشار دفتر یکم از ادامه این کار منصرف شد. کاپیتان تِرنِر ماکان، همکارِ لامزدن در کمپانی هند شرقی، مسئولیت ادامه تصحیح شاهنامه را بر عهده گرفت.
۱۸۱۲ میلادی: از سوی دولت بنگال، نشان نظامی ارتش انگلیس به لامزدن اهدا شد. همچنین دکتر لامزدن به عنوان دبیر و سرپرست مدرسه (دانشگاه عالی) در شهر کلکته (Calcutta) در ایالت بنگال، منصوب شد. شهر کلکته مرکز ایالت بنگال بود و کمپانی هند شرقی و دانشگاه فورت ویلیام نیز در این شهر قرار داشتند.
۱۸۱۳ میلادی: لامزدن، کتاب دستور زبان عربی را به زبان انگلیسی منتشر کرد.
۱۸۱۴ میلادی: لامزدن، به مدت سه سال در مقام سرپرست مدرسه کلکته، ابقا شد.
۱۸۱۸ میلادی: لامزدن، به عنوان دبیر در کمیته چاپ و نشر در کمپانی هند شرقی منصوب شد.
۱۸۲۰ میلادی: لامزدن، گرفتار بیماری شد و با مشاهده نخستین نشانه های بیماری، مجبور شد هند را ترک کند و به انگلیس بازگردد.
۱۸۲۲ میلادی: با طی کردن دوره درمان، دکتر لامزدن به هند برگشت و کرسی استادی خودش در دانشگاه فورت ویلیام و سرپرستی مدرسه کلکته را پس گرفت.
۱۸۲۵ میلادی: لامزدن از کلیه مقام ها و مسئولیت هایی که داشت (تدریس در دانشگاه فورت ویلیام، سرپرستی مدرسه کلکته، عضویت در کمپانی هند شرقی و سرپرستی کمیته چاپ و نشر کمپانی) استعفاء داد. 
۱۸۲۶ میلادی: لامزدن به انگلیس برگشت و تا آخر عمر دیگر به هند بازنگشت.
۳۱ مارچ ۱۸۳۵ میلادی: لامزدن در شهر لندن درگذشت.

## آثار
- گرامر زبان فارسی، هند، کلکته، ۱۸۰۵ (ویرایش دوم: ۱۸۱۰)
- گرامر زبان عربی، هند، کلکته، ۱۸۱۳
- تصحیح شاهنامه فردوسی، هند، کلکته، ۱۸۱۱